# Mai Villadsen

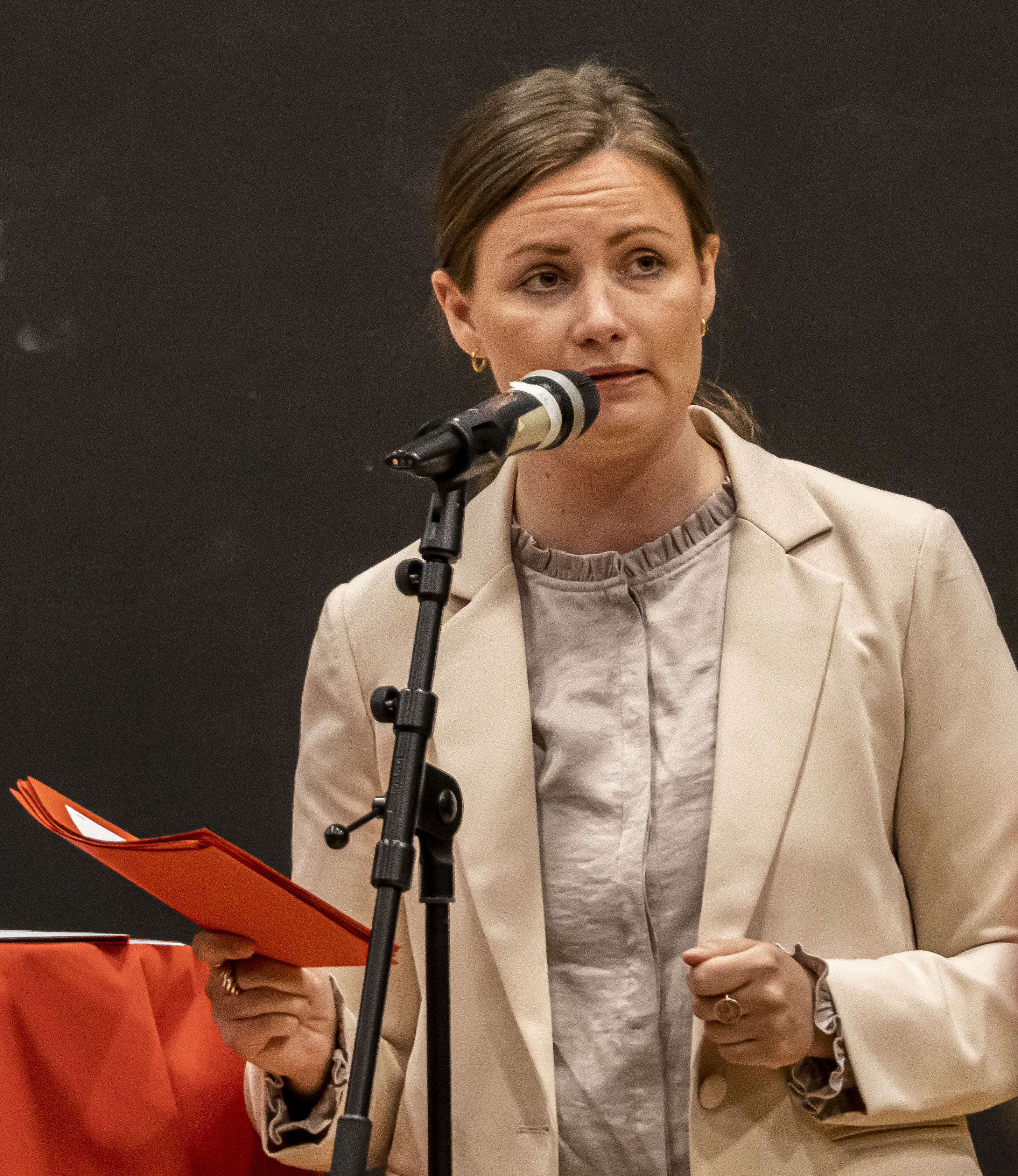
Mai Villadsen

Mai Villadsen (nascida a 26 de dezembro de 1991, em Herning) é uma política dinamarquesa que é membro do Folketing e porta-voz política da Aliança Vermelha e Verde. Villadsen é membro do Folketing desde as eleições legislativas dinamarquesas de 2019.

## Carreira política
Villadsen foi eleita para o parlamento na eleição de 2019, onde recebeu 2.572 votos. A 10 de fevereiro de 2021 tornou-se na nova porta-voz política da Aliança Vermelha e Verde, sucedendo a Pernille Skipper.